# District de Tawau
Le district de Tawau (malais : Daerah Tawau) est un district administratif de l'État malaisien de Sabah, qui fait partie de la Division de Tawau. La capitale du district est dans la ville de Tawau.

### Liens connexes
- Districts de Malaisie